# クロラミンT
クロラミンT (chloramine-T) とは、塩素化剤として用いられる有機化合物のひとつ。p-トルエンスルホンアミドの窒素上の水素がひとつ塩素に、もうひとつがナトリウムに置き換わった塩。クロラミンの誘導体にあたる。白色の固体で水中では分解を起こす。

## 性質
クロラミンのような N-塩素化物一般の性質として、クロラミンTの塩素は求電子的な活性を持つ。そのため、有機合成において塩素源として用いられる。それは次亜塩素酸ナトリウムのような O-塩素化物に匹敵する。クロラミンTの水溶液は中性に近く（pH 8.5 付近）、水中では分解して次亜塩素酸を発生させる。
クロラミンTの窒素上の負電荷は隣接するスルホニル基によって安定化される。共役酸（N-H体）からは、水酸化ナトリウム程度の塩基でプロトンを奪うことができる。

## 消毒薬などとして
クロラミンTは消毒薬、殺藻剤、殺菌剤として用いられる。寄生虫の予防や飲料水の消毒にも利用される。p-トルエンスルホンアミドの分子構造は 4-アミノ安息香酸と似ている。4-アミノ安息香酸は菌による代謝の中間体となっているため、トルエンスルホンアミドはサルファ剤と同様にその代謝を阻害する。つまりクロラミンTは、スルホンアミド部位のはたらきと塩素化剤としてのはたらきの2通りで菌の増殖を防ぐことができる。